# Battaglia di Mirăslău
La battaglia di Mirăslău si svolse il 18 settembre 1600 vicino Mirăslău (in ungherese Miriszló), in Transilvania, tra le truppe del voivoda di Valacchia Michele il Coraggioso, supportato da rinforzi dei Siculi, e le armate del generale Asburgo Giorgio Basta al fianco del quale si era schierata la nobiltà transilvana.

## Antefatto
Nell'ottobre del 1599 Michele il Coraggioso, a quel tempo supportato dal generale Basta, aveva sconfitto il voivoda di Transilvania, cardinale Andrea Báthory, con il benestare dell'imperatore Rodolfo II d'Asburgo, preoccupato per le alleanza di Báthory in seno alla potente Confederazione Polacco-Lituana. Subentrato al defunto cardinale Andrea quale nuovo principe di Transilvania, Michele si era fatto troppo potente per i gusti del lunatico sovrano della casa d'Austria. Per alcuni mesi Michele ed il generale Basta avevano retto congiuntamente il potere sulle terre transilvane poi, durante lo scorrere del 1600, il Drăculeşti cadde in disgrazia.
Il pretesto per la deposizione di Michele venne da una rivolta della nobiltà transilvana che riunì presso Alba Iulia (Gyulafehérvár) un esercito. Le truppe di Basta si unirono ai rivoltosi, per la maggior parte potenti boiari, mentre il gruppo etnico dei Siculi restò fedele a Michele, a cagione di concessioni e privilegi che il voivoda di Valacchia aveva loro concesso durante il suo anno di regno.

## La battaglia
Basta marciò verso le truppe di Michele che si era trincerato presso il villaggio di Mirăslău, alcuni chilometri a nord del fiume Mureş. L'ammontare delle forze valacche è stato stimato in 22 000 effettivi, per la maggior parte mercenari delle più disparate nazionalità: Siculi, cosacchi e polacchi. Il serbo Baba Novac comandava la cavalleria nel centro dell'esercito. L'esercito di Basta ammontava a 30 000 uomini, anch'essi per la maggior parte mercenari, composti da austriaci, sassoni e truppe ungaro-transilvane fornite dai boiari ribelli che il Basta aveva avvicinato su consiglio del colonnello bresciano Tommaso Caprioli, il quale durante la battaglia guidava la fanteria alemanna e tutta l'artiglieria.
Come era già successo in altri scontri, Michele cominciò la battaglia facendo un notevole uso di armi da fuoco. Approfittando della posizione sopraelevata, fece cannoneggiare il nemico mentre i suoi 2 000 archibugieri tenevano le truppe di Basta lontane dal villaggio dove attendeva il resto delle forze valacche.
Basta, abituato alle tattiche del Drăculeşti, preparò una trappola. Simulò una fuga davanti al tiro spianato dei valacchi, dando le spalle al nemico nell'attesa della carica di cavalleria di Michele. Il voivoda caricò verso le truppe austriache ma finì per lo schiantarsi contro la cavalleria pesante degli Asburgo.
La controcarica della cavalleria austriaca insinuò il panico nell'esercito di Michele. I cosacchi furono i primi a fuggire, gettandosi disordinatamente nel Mureş. Novac oppose una strenua resistenza alla spinta dei cavalieri di Basta, fermandoli nel centro delle linee valacche, ma non fu sufficiente per rovesciare le sorti della battaglia. Michele fugì a cavallo attraverso le acque del Mureş.
I caduti dei valacchi furono numerosi: 5 000 uomini restarono uccisi; molti dei rinforzi Siculi vennero catturati e poi giustiziati per ordine dei vendicativi boiari transilvani. L'armata di Basta perse all'incirca 1 000 uomini.

## Conseguenze
La sconfitta a Mirăslău costò a Michele il controllo sulla Transilvania. Tornato in Valacchia, il Drăculeşti venne attaccato dalle forze polacche di Jan Karol Chodkiewicz. Rimasto senza alcun trono, Michele si portò a Praga, dove si riconciliò con Rodolfo II d'Asburgo e tornò in Transilvania (1601) per combattere al fianco di Basta. Insieme al nemico dell'anno appena trascorso, il voivoda Michele sconfisse nella battaglia di Goroszló il voivoda transilvano Sigismondo Báthory, tornato in patria con truppe fornitegli dai polacchi per riconquistare il trono. Sconfitto Báthory e rafforzata la posizione degli austriaci in Transilvania, Basta ordinò l'assassinio di Michele il Coraggioso, che cadde sotto i pugnali dei mercenari valloni il 9 agosto.